# GSC8152-1868
GSC8152-1868 — хімічно пекулярна зоря спектрального класу B3, що має видиму зоряну величину в смузі V приблизно 10,0.

## Пекулярний хімічний склад
Зоряна атмосфера GSC8152-1868 має підвищений вміст 
He
.